# Энтандрофрагма колосистая
Энтандрофрагма колосистая (лат. Entandrophragma spicatum) — вид деревьев из семейства Мелиевые (Meliaceae).

## Ботаническое описание
Крупное листопадное дерево высотой 9—18 м с серым стволом.
Листья с 3—7 парами листочков; форма листочков от узко-продолговатой до почти округлой.
Цветки зеленоватые, собраны в длинные рыхлые головки в пазухах листьев.
Плод — коробочка.
Число хромосом: 2n = 72 (Ангола).

## Распространение и экология
Ареал охватывает юго-запад Анголы и северо-запад Намибии. Растёт в смешанных лесах. Истребляется из-за ценной древесины.